# おかえりワイド
『おかえりワイド』は、1998年10月から1999年9月まで毎日放送（MBSテレビ）で放送された夕方ワイド番組。

## 概要
毎日放送は1994年10月から2年間、17時台に『宵待5』を放送。1996年10月から14時台に移行し『はーい!昼ナマ』を放送してきた。TBSが14時台を全国ネットとした『ジャスト』を開始すると同時に自社制作番組を2年ぶりに17時台へ移動、本番組を開始させた。
司会には毎日放送アナウンサーで若手だった亀井希生と上泉雄一。彼らを支えるようにベテランタレントが曜日別のレギュラーとして出演。

## 出演者

### 司会
- 亀井希生（MBSアナウンサー）
- 上泉雄一（MBSアナウンサー）
- 藤原みえ（タレント）

### 曜日別レギュラー
- 清水國明（月曜日）
- 小島可奈子（月曜日）
- 北野誠（火曜日）
- 笑福亭笑瓶（水曜日）
- 大谷昭宏（木曜日）
- 大平サブロー（金曜日）

## 主な企画
- とびきり! - 金曜日の企画。『出没!アド街ック天国』のようにひとつの街にスポットを当てて20の「とびきり」を紹介、金曜レギュラーの大平サブローが大賞を決める。上泉が中継リポーターとして3回出演する。後期は「とびきり」の数を10に減らした。
- ニュースプレイバック - 金曜日以外毎日の企画。その日のニュースとあわせて過去のきょうはどんな日かを紹介。
- 電車でほぉー - 火曜日の企画、1999年4月開始。中吊り広告から気になる芸能ニュースを北野誠がコメント。アーケードゲーム電車でGO!を引用。なお、当番組終了後は、同じMBSで放送され北野もレギュラー出演した「たかじんONE MAN」という番組でこの企画を発展させた「電車でホォー!スーパー」を放送。

## 兼任番組
司会を務めた亀井（水曜日）・上泉（火曜日）は共に毎日放送ラジオを1曜日ずつ兼任しており、上泉は昼から深夜まで出演した。
- すみから（12:00 - 14:00。上泉のみ。火曜日は河島英五がパーソナリティー）
- 茶屋町サウンドピクニック（21:00 - 23:00）
- MBSヤングタウンMUSIC MAX（25:00 - 27:00。上泉のパートナーはaiko、亀井のパートナーは林あさ美）
  - ちなみに当番組では、1999年4月から、aikoの楽曲「ナキ・ムシ」をエンディングテーマに採用していた。

## スタッフ
- 構成：東野ひろあき、杉本つよし、森脇尚志、尻谷よしひろ、西岡利恵、松本里志
- 制作協力：ユーロック、創太、東通企画、ドゥエンタープライズ、スタッフ21、マイシャ、オフィス元気、ラ・シック、MBS企画
- ディレクター：横田一、岩田良方 ほか
- 監修：川本勇
- プロデューサー：三村景一、寺西厚史
- 製作著作：毎日放送

## 関連番組
- 噂の!東京マガジン（TBSテレビ）

本番組レギュラーの清水・北野（現在は降板）・笑瓶が出演している情報バラエティ番組。MBSでも単発で放送したことがある。現在はBS-TBSにて放送。
| 毎日放送 平日17時台          | 毎日放送 平日17時台                       | 毎日放送 平日17時台           |
| 前番組                       | 番組名                                    | 次番組                        |
| ---------------------------- | ----------------------------------------- | ----------------------------- |
| 再放送枠                     | おかえりワイド （1998年10月 - 1999年9月） | ちちんぷいぷい ※15:00 - 18:00 |
| 毎日放送 平日17:56 - 18:00枠 |                                           |                               |
| MBSニュースヘッドライン      | おかえりワイド （1998年10月 - 1999年9月） | ちちんぷいぷい ※15:00 - 18:00 |